# Osmoloda
Osmoloda (ukrainisch und russisch Осмолода, polnisch Osmołoda) ist ein Dorf im Westen der ukrainischen Oblast Iwano-Frankiwsk mit etwa 60 Einwohnern (2006).

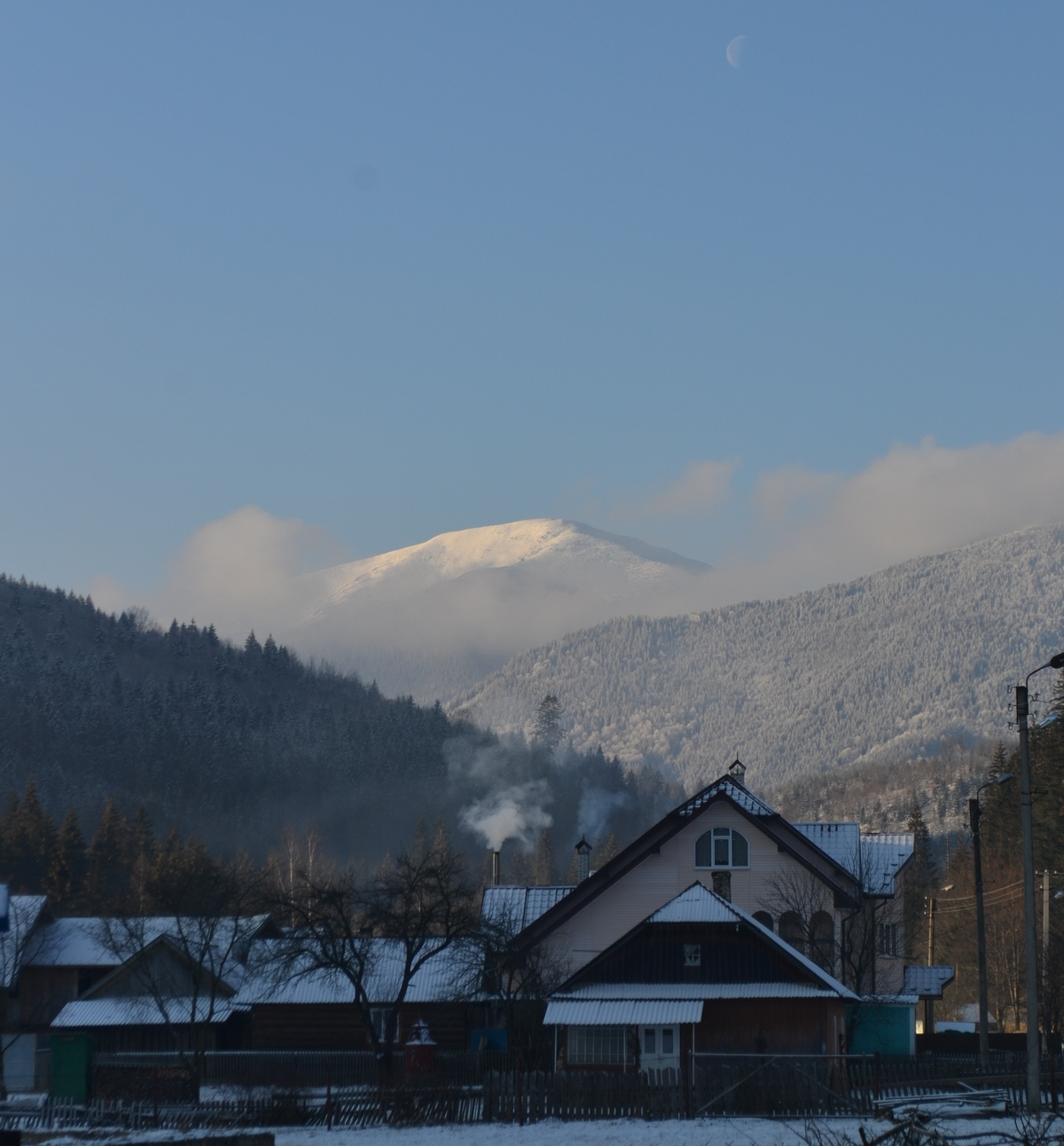
Blick ins Dorf

Das 1873 als Holzfällersiedlung gegründete Bergdorf im Gorgany-Gebirgszug der Waldkarpaten ist die südlichste Ortschaft im Rajon Kalusch.
Osmoloda befindet sich an der Mündung des Gebirgsbach Moloda (Молода) in die Limnyzja etwa 90 km südwestlich der Oblasthauptstadt Iwano-Frankiwsk und 58 km südlich vom ehemaligen Rajonzentrum Roschnjatiw.
Das Dorf liegt an der Territorialstraße T–09–01 und besitzt eine Bahnstation an einer Schmalspurbahn. Vom Dorf aus lassen sich viele Berge des Gorgany, wie den 15 km südöstlich liegenden, 1836 m hohen Sywulja Welyka bewandern.
Am 12. Juni 2020 wurde das Dorf ein Teil der neu gegründeten Siedlungsgemeinde Perehinske im Rajon Roschnjatiw, bis dahin bildete es zusammen mit dem Dorf Hrynkiw (Гриньків) und der Ansiedlung Kusmynez (Кузьминець) die gleichnamige Landratsgemeinde Osmoloda (Осмолодська сільська рада/Osmolodska silska rada) im Süden des Rajons.
Am 17. Juli 2020 wurde der Ort Teil des Rajons Kalusch.